# Marie-Jeanne Brillant
Pour les articles homonymes, voir Brillant.
Marie-Jeanne Le Maignan ou Marie-Jeanne Lemaignan dite Marie-Jeanne Brillant ou Mlle Brillant est une actrice française née vers 1724 et morte après 1775.

## Biographie
Fille d'un vitrier de Paris, elle débute à la foire Saint-Germain de 1740 dans La Servante justifiée de Favart et Fagan. Elle rencontre son futur compagnon, Joseph-Grégoire Bureau, hautboïste dans la troupe de l'Opéra-Comique. Après la fermeture de l'Opéra-Comique en 1745, elle suit la troupe des armées du maréchal de Saxe dans les Pays-Bas autrichiens et elle devient la maîtresse du comte de Lœwendal. Elle séjourne également à Lyon dans la troupe dirigée par Jean Monnet.
À la signature de la paix en 1748, les comédiens regagnent Paris et, lorsque Lœwendal met fin à leur liaison, privant la comédienne de ressources, Mlle Brillant retourne à Lyon, où Monnet se prépare à passer en Angleterre. La troupe arrive à Londres en septembre 1749, et Mlle Brillant se fait immédiatement remarquer par ses nombreuses liaisons. L'entreprise de Monnet court cependant à sa perte, et Brillant obtient un début à la Comédie-Française le 16 juillet 1750. Elle y tient le rôle de Lucinde dans L'Homme à bonnes fortunes de Baron et celui d'Agathe dans Les Folies amoureuses de Regnard. Elle est reçue sociétaire en décembre de la même année.
Après avoir quitté le théâtre en 1759, elle y reparaît une dernière fois le 8 avril 1766, dans Sémiramis de Voltaire.
Les auteurs des Anecdotes dramatiques (1775) indiquent qu'« il y a déjà plusieurs années qu'elle a quitté le Théâtre », laissant entendre qu'elle est toujours en vie à cette date.

## Rôles

### À la Comédie-Française
- 1750 : L'Homme à bonnes fortunes de Michel Baron : Lucinde
- 1750 : Les Folies amoureuses de Jean-François Regnard : Agathe
- 1753 : Bérénice de Jean Racine : Phénice

- 1766 : Les Femmes savantes de Molière : Philaminte[1]
- 1766 : Le Misanthrope de Molière : Arsinoé
- 1766 : Artaxerce d'Antoine-Marin Lemierre : Élise
- 1766 : Iphigénie de Jean Racine : Doris
- 1766 : Phèdre de Jean Racine : Panope
- 1766 : Sémiramis de Voltaire : Olane
- 1766 : Le Joueur de Jean-François Regnard : Mme La Ressource
- 1766 : Zaïre de Voltaire : Fatime
- 1766 : Brutus de Voltaire : Algine
- 1766 : Turcaret ou le Financier d'Alain-René Lesage : Mme Jacob
- 1766 : Le Légataire universel de Jean-François Regnard : Mme Argante
- 1766 : Rodogune de Pierre Corneille : Laonice
- 1766 : Horace de Pierre Corneille : Julie
- 1766 : Crispin rival de son maître d'Alain-René Lesage : Mme Oronte
- 1766 : Alzire de Voltaire : Emire
- 1766 : L'Orphelin de la Chine de Voltaire : Asséli
- 1767 : Le Cid de Pierre Corneille : Elvire
- 1767 : Le Comte d'Essex de Thomas Corneille : Tilney